# (4953) 1990 MU

L'orbite de (4953) 1990 MU vue du nord pôle de l'écliptique à l'époque du 1er janvier 2010

(4953) 1990 MU est un gros astéroïde géocroiseur qui appartient à la classe des astéroïdes Apollon, il traverse aussi les orbites de Mars et Vénus. Il a un diamètre approximatif de 3 km, il s'agit d'un des plus gros astéroïdes géocroiseurs. Le nom de 1990 MU est une désignation provisoire. Il a depuis reçu un numéro permanent du centre des objets mineurs (4953), ce qui indique que son orbite est confirmée, mais n'a pas jusqu'à maintenant reçu un nom. Une toute petite fraction des astéroïdes sont baptisés.

## Historique
(4953) 1990 MU a tout d'abord été observé sur une période de trois jours en 1990. En tant que telle, cette période est insuffisante pour lui attribuer un numéro permanent, puisque ces données primaires ne permettent pas d'établir une orbite précise capable de prévoir une réapparition. Toutefois, l'objet a été redécouvert par le programme anglo-australien "Near-Earth Asteroid Survey" sur six plaques photographiques du UK Schmidt Telescope datant de 1974. Cette technique de prédécouverte a plus de succès avec les astéroïdes Amor, qui ne sont pas géocroiseurs et qui par conséquent ont une longue période d'opposition, permettant des observations plus aisées. À cet égard, l'astéroïde Apollon 1990 MU est quelque peu inhabituel.

## Orbite
La distance minimale d'intersection de l'orbite terrestre avec celle de l'objet est de 0,027 6 unités astronomiques (4 128 904,8 km), ce qui est assez faible pour le qualifier d'objet potentiellement dangereux. L'astéroïde s'est déjà approché de la Terre à plusieurs reprises par le passé, notamment en mai 1990 et en juin 1996. Dans l'avenir, il se rapprochera de la Terre le 6 juin 2027 à 0,0308 UA (sa magnitude pourrait d'ailleurs atteindre 8,7). Un passage encore plus rapproché aura lieu le 5 juin 2058 à 0,0231 UA. Précédemment, il s'est approché de Vénus le 5 octobre 2012 à 0,056 8 unités astronomiques (8 497 166,4 km) et repassera près de la planète le 3 septembre 2041. La distance minimale d'intersection de l'orbite de la Terre avec celui de l'objet étant actuellement en train de décroître, le risque de collision devient potentiellement plus important durant le XXIe siècle, tandis que cette même distance minimale avec Vénus augmente.

## Pré-découvertes
En plus des observations originales effectuées lors de sa découverte à l’observatoire de Siding Spring en Australie, l'astéroïde a également été étudié par radar au Centre de Communications Spatiales Longues Distances de Goldstone en Californie ainsi qu'à Porto Rico, grâce au radiotélescope d'Arecibo,. Des courbes de lumière ont également été obtenues à partir de l'observatoire de La Silla au Chili.
L'albédo de l'astéroïde a été mesuré par le projet ExploreNEOs, du télescope spatial Spitzer en août 2009. Il en résulte un albédo de 0,79 qui devient le deuxième plus grand albédo enregistré par le projet. Toutefois, l'équipe du projet doute qu'il soit possible qu'un objet géocroiseur puisse posséder un albédo supérieur à 0,5. Il est d'ailleurs à noter que l'incertitude de cette mesure a un facteur d'environ 2.

## Le futur
La mission d'astrométrie Gaia de l'agence spatiale européenne dont le lancement est prévu en août 2013, doit notamment étudier l'effet Yarkovsky sur les objets géocroiseurs. L'effet Yarkovsky est une force non gravitationnelle de faible amplitude qui s'exerce sur les objets en rotation et qui peut affecter leur trajectoire. Son effet sur les petits corps tels que les astéroïdes peut être important et doit être pris en considération pour la prédiction de la trajectoire future de ces objets. (4953) 1990 MU fait partie des candidats les plus prometteurs pour la mesure de cette force dans le cadre du projet Gaia.